# Bujandżawyn Batdzorig
Bujandżawyn Batdzorig (mong. Буянжавын Батзориг; ur. 9 marca 1983) – mongolski zapaśnik w stylu wolnym. Olimpijczyk z Pekinu 2008, gdzie zajął ósme miejsce w kategorii 66 kg.
Siedmiokrotny uczestnik mistrzostw świata, piąty w 2010. Trzeci na igrzyskach azjatyckich w 2006. Srebrny medal w mistrzostwach Azji w 2006, brązowy w 2004 i 2016. Złoty medalista akademickich MŚ w 2006
roku.